# Navadna kalina
Navadna kalina (znanstveno ime Ligustrum vulgare) je evropski listopadni grm, ki je pogost tudi v Sloveniji.

## Opis
V višino ta grm zraste do 3 m in ima številne pokončne, šibaste, slabo razvejene poganjke. Koreninski sistem je dobro razvit. Listi so usnjati, celorobi, enostavni, imajo kratke peclje in so podolgovato suličasti. V dolžino dosežejo do 7 cm, v širino pa do 3 cm. Ob milih zimah grm pozno odvrže listje, v zavarovanih legah pa lahko listje ostane na vejah vso zimo. Drobni beli dvospolni cvetovi so združeni v ovršnih latastih socvetjih, dolgih od 6 do 8 cm. Grm cveti od junija do julija, cvetovi pa imajo neprijeten vonj. Oplojeni cvetovi se v času od avgusta do oktobra razvijejo v 5 do 10 mm debele okrogle svetleče črne jagode, ki ostanejo na vejah še dolgo pozimi. Posamezna jagoda vsebuje 2-4 rjava semena. Vsi rastlinski deli, zlasti plodovi, so ljudem strupeni, mnoge vrste ptic pa se hranijo s plodovi in tako skrbijo za širjenje rastline.

## Razširjenost in uporabnost
Navadna kalina je razširjena po skoraj vsej Evropi, od Irske in jugozahoda Švedske na severu do Maroka na jugu. Na vzhodu je razširjena do Poljske in severozahodnega Irana.
Navadna kalina se občasno sadi v okrasne namene, zaradi goste rasti se občasno uporablja kot rastlina za žive meje, čeprav sta za te namene zadnje čase bolj pogosti vrsti jajčastolistna kalina (Ligustrum ovalifolium) in japonska kalina (Ligustrum japonicum).